# Biệt thự Wilhelm Blumwe ở Bydgoszcz
Biệt thự Wilhelm Blumwe là một ngôi nhà lịch sử, nằm ở trung tâm thành phố Bydgoszcz, được đăng ký trong Danh sách Di sản Voivodeship của Kuyavian-Pomeranian.

## Vị trí
Tòa nhà nằm ở phía đông của số 50, đường Gdańska, gần ngã tư với đường Słowackiego.

## Lịch sử
Tòa nhà được xây dựng từ năm 1900 đến 1904  bởi kiến trúc sư Hildebrandt từ Berlin. Nhà đầu tư là Wilhelm Blumwe, con trai của Carl Blumwe, một nhà công nghiệp giàu có từ Bydgoszcz. Vào năm 1865, Carl Brumwe thành lập một nhà máy sản xuất máy móc cho gỗ đặt tại số 53, đường Nakielska, Bydgoszcz. Carl Blumwe cũng có biệt thự riêng được xây dựng gần nhà máy của mình ở phố Nakielska.
Ngày nay, một nhà hàng, Meluzyna, được mở ở tầng trệt với lối vào bên cạnh trên đường Słowackiego.

## Kiến trúc
Tòa nhà có hình dạng cổ điển của một cung điện, với phong cách kiến trúc Palladian, phổ biến ở châu Âu vào cuối thế kỷ 19. Các họa tiết trang trí được lấy cảm hứng từ hiệp ước "I Quattro Libri dell'Architectura" của Andrea Palladio (Biệt thự "La Rotonda" của Andrea Pallio ở Vicenza ). Biệt thự có một dấu chân hình chữ nhật, bao gồm một khu phía trước và một tầng trệt thấp hơn ở phía đông, với một sân thượng nhìn ra vườn. Một phần nhà nhô ra trên con phố phía trước, với một cổng vòm, trên đỉnh là một mảng phù điêu trang trí.
Tòa nhà và khu vườn của nó đã được đưa vào Danh sách Di sản Voivodeship của Kuyavian-Pomeranian, N ° 601306 Reg. A / 1129, vào ngày 8 tháng 7 năm 1992 và ngày 29 tháng 9 năm 1998.

## Bộ sưu tập

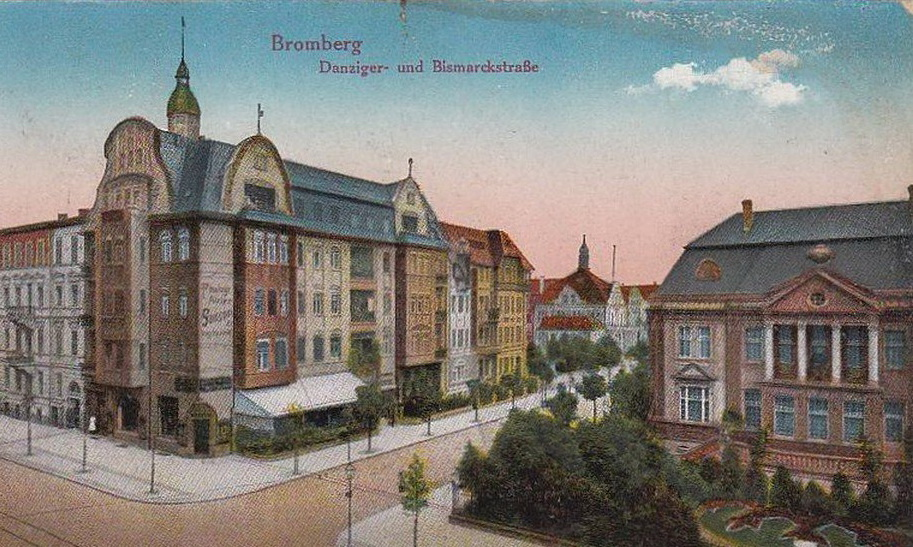
Biệt thự Wilhelm Blumwe 1907
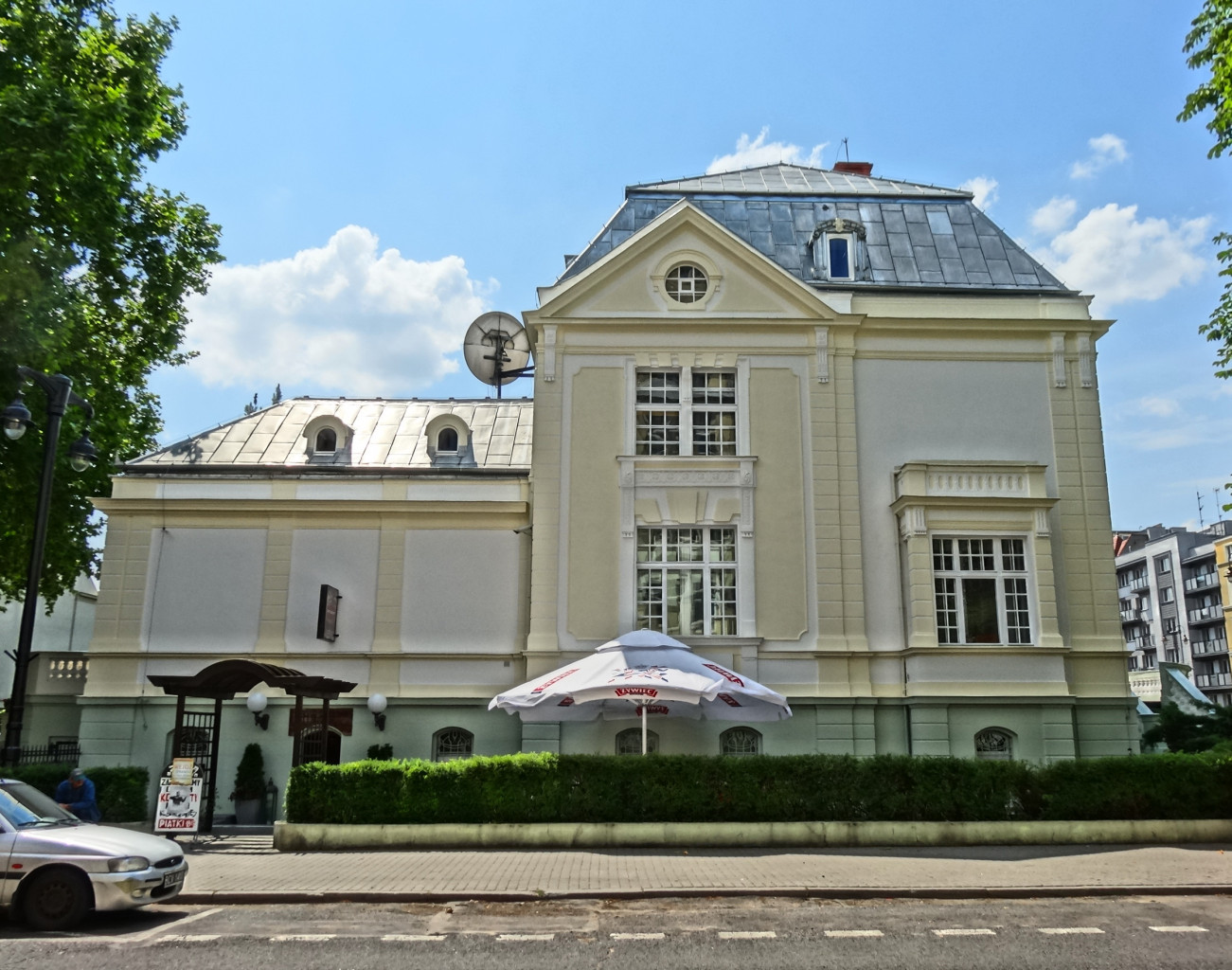
Nhìn từ đường Słowacki
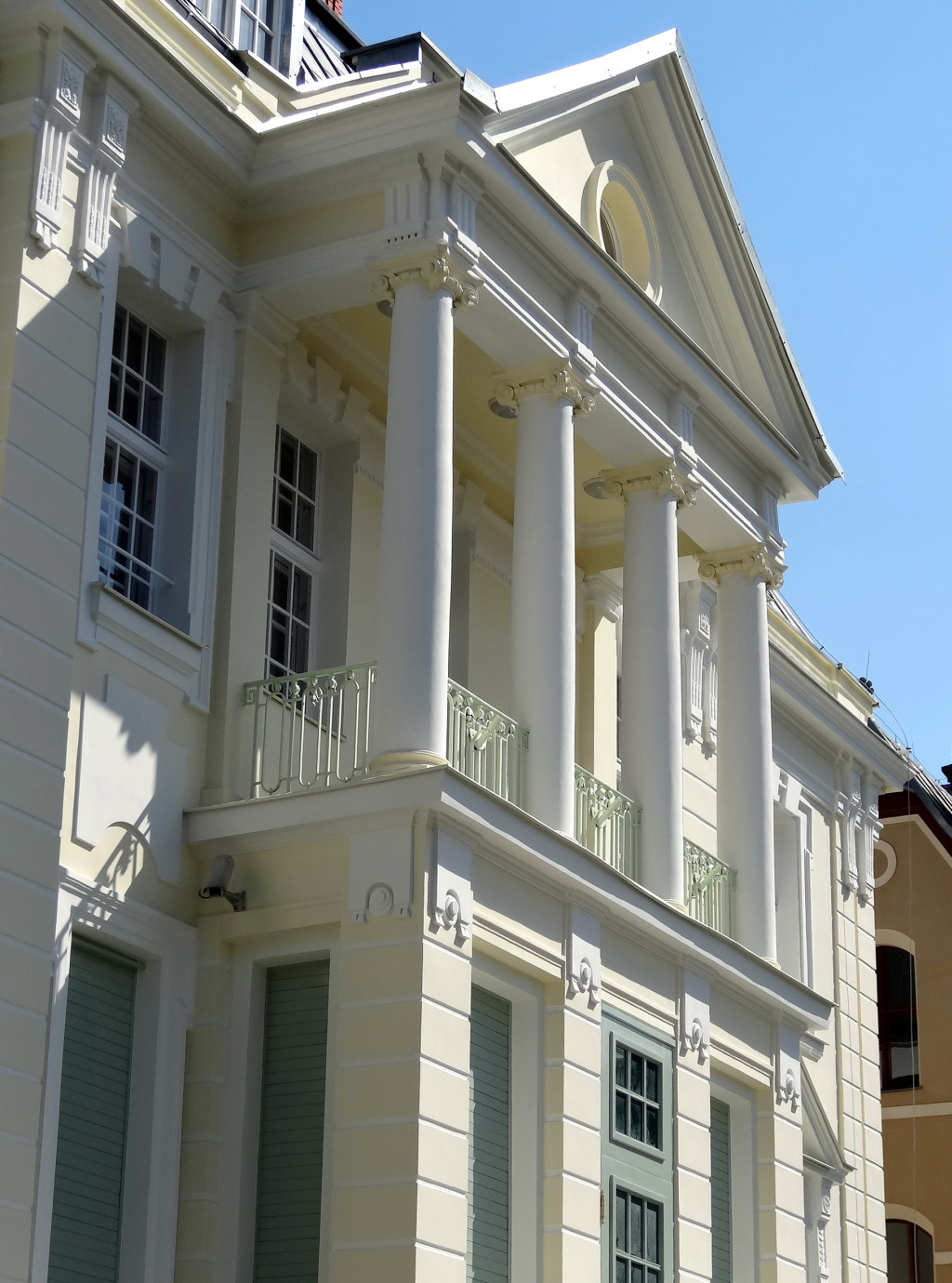
Ban công
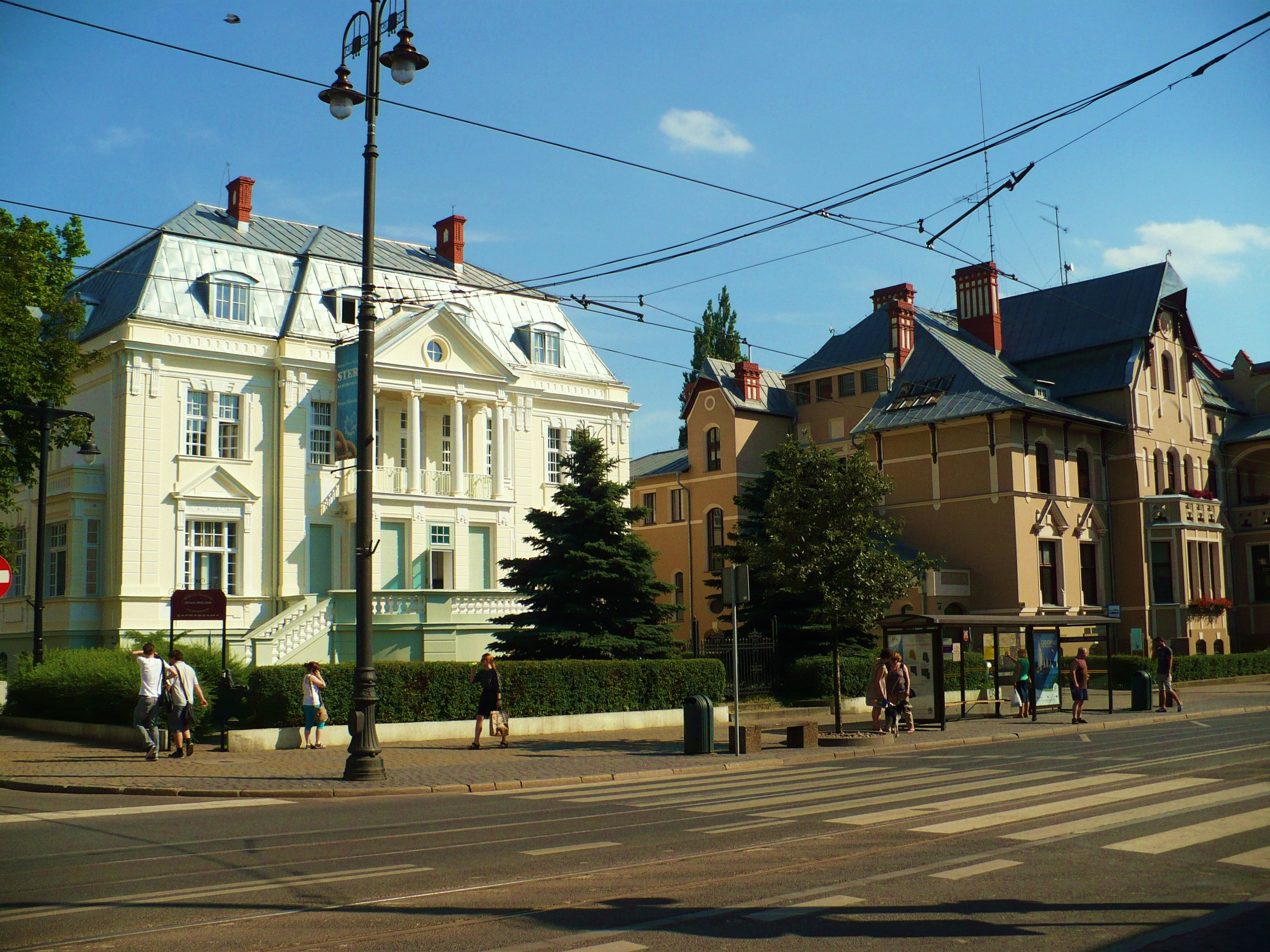
Biệt thự Wilhelm Blumwe và Villa Heinrich Dietz